# Piero Dorazio
Piero Dorazio (* 29. Juni 1927 in Rom; † 17. Mai 2005 in Perugia, Umbrien) war ein italienischer Maler.

## Leben
1945 begann er ein Architekturstudium in Rom. Im Jahr 1946 schloss er sich der Gruppe Arte Sociale in Rom an und es entstehen erste abstrakte Bilder. Unterstützt durch ein Stipendium der französischen Regierung studierte er 1947 bis 1948 an der „École Nationale Supérieure des Beaux-Arts“ in Paris.
1950 gründete er das Galerieforum Age d'Or in Rom und Florenz, um die Avantgarde in Italien bekannt zu machen. Seit dieser Zeit ist Dorazio auch verstärkt publizistisch tätig. Ein einjähriger Aufenthalt in den USA ermöglicht es Dorazio, Künstler des Abstrakten Expressionismus, wie Mark Rothko, Robert Motherwell und Barnett Newman kennen zu lernen. In dieser Zeit studiert er auch intensiv die Schriften Kandinskys, dessen Theorie über die immateriellen Aspekte der Malerei ihn nachhaltig beeinflussen. Nach dem USA-Aufenthalt kehrte er 1954 nach Italien zurück.
Dorazio gehörte der Gruppe Movimento per l’arte concreta (MAC) in Mailand an. Im Jahr 1959 war Piero Dorazio Teilnehmer der documenta 2 und auch auf der nächsten, der documenta 3 (1964) in Kassel vertreten. Bereits 1959 erhält er einen Lehrauftrag an der University of Pennsylvania, wo er 1963 das Institute of Contemporary Art gründet und 1968 zum Professor ernannt wird. 1974 ließ er sich im verlassenen Kloster von Todi in Umbrien nieder und lebte und arbeitete abwechselnd dort und auf Rhodos.
1961 erhielt er den Prix Kandinsky.

## Werk
Vorbilder und Anregungen für seine Kunstauffassung gewann er aus dem Studium der europäischen wie auch außereuropäischen Kunstgeschichte, besonders aber von Raffaello Santi und Antonio del Pollajuolo, den französischen Impressionisten, den italienischen Futuristen und von Wassili Wassiljewitsch Kandinski, Kasimir Sewerinowitsch Malewitsch, Piet Mondrian.
Seine „abstrakte“ nicht-gegenständliche Bildsprache zeigt sich in der Verwendung reiner Grundfarben, die er in Streifen, Strichen, Linien, Feldern, Flächen überlagert, verwebt, in seriellen Ordnungen wiederholt. Seit den späten 1950er Jahren entstehen in seinem New Yorker Atelier die ersten, aus parallelen Farbbändern aufgebauten Kompositionen, die sein Werk fortan prägen. Die Struktur dieser Werke überträgt Dorazio dann in seine Malerei.
Neben der planen Malerei, der er mittels Aluminium, Holz und Plexiglas auch eine strukturierte Oberfläche verlieh, schuf er Lithographien und Radierungen, Glasfenster, Mosaiken, Keramiken und Bühnenbilder.
In erster Linie in den Vereinigten Staaten war Dorazio als Dozent tätig und verfasste ästhetische, kunsttheoretische und kunstkritische Texte.
Dorazio gilt als einer der bedeutendsten Künstler Italiens in der 2. Hälfte des 20. Jahrhunderts und als Wegbereiter der Abstraktion in Italien.

## Ausstellungen
- 19. Mai – 23. Juni 1985 Gemälde - Aquarelle - Grafik - Keramik im Neuen Rathaus Weiden i.d.OPf.

## Höchstpreise am Kunstmarkt
Dorazios Werk „Gli Incamminati“ erzielte in einer Auktion bei Lempertz ein Ergebnis von 214.200 Euro (inkl. Aufgeld). Ein weiteres Werk „Desiderata“ wurde für 124.000 Euro (inkl. Aufgeld) versteigert.

## Schriften
- La fantasia del arte nella vita moderna (1954–55)